# Вікелець (Ілавський повіт)
Вікелець (пол. Wikielec, нім. Winkelsdorf) — село в Польщі, у гміні Ілава Ілавського повіту Вармінсько-Мазурського воєводства.
Населення — 767 осіб (2011).
У 1975-1998 роках село належало до Ольштинського воєводства.

## Демографія
Демографічна структура станом на 31 березня 2011 року:
|          | Загалом | Допрацездатний вік | Працездатний вік | Постпрацездатний вік |
| -------- | ------- | ------------------ | ---------------- | -------------------- |
| Чоловіки | 390     | 102                | 268              | 20                   |
| Жінки    | 377     | 94                 | 239              | 44                   |
| Разом    | 767     | 196                | 507              | 64                   |